# Dekanat nyżnio-użanski
Dekanat  nyżnio-użanski – jeden z 7 dekanatów katolickich w diecezji mukaczewskiej na Ukrainie.

## Parafie
- Chołmce – Kościół Wniebowstąpienia Jezusa Chrystusa
- Chołmok – Kościół Narodzenia św. Jana Chrzciciela
- Czasliwce – Kościół Wniebowzięcia Najświętszej Maryi Panny
- Czop – Kościół św. Anny
- Gałocz – Kościół
- Kinczesz – Kościół (w budowie)
- Koncowo – Kościół Matki Bożej Królowej
- Paładź-Komarowce – Kościół greckokatolicki
- Ratiwci – Kościół św. Michała
- Sałamon – Dom prywatny
- Siurte – Kościół Podwyższenia Krzyża Świętego
- Sołonce – Kościół Trójcy Przenajświętszej
- Storożnica – Kościół Narodzenia Najświętszej Maryi Panny
- Szyszliwce – Kościół Serca Maryi Panny
- Tyjgłasz – Kościół Narodzenia Najświętszej Maryi Panny
- Użhorod – Kościół św. Grzegorza M.
- Użhorod-Bozdosz – Kościół Trójcy Przenajświętszej
- Użhorod-Goriany – Kościół greckokatolicki św. Anny
- Użhorod-Radwanka – Kościół Miłosierdzia Bożego
- Wełyki Gejiwci – Kościół św. Anny